# Rodolphe Plamondon

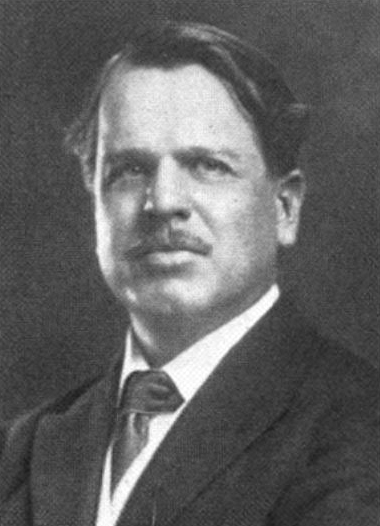

Joseph Marcel Rodolphe Plamondon (* 18. Januar 1876 in Toronto; † 28. Januar 1940 ebenda) war ein kanadischer Sänger (Tenor), Cellist und Musikpädagoge.

## Leben und Wirken
Plamondon studierte Cello bei Louis Charbonneau und Solfège bei Frédéric Pelletier und nahm auf Anraten seines Schwagers Charles-Onésime Lamontagne Gesangsunterricht bei Guillaume Couture. Er trat gelegentlich als Gesangssolist an der St James Cathedral und der Gesù Church auf, bevor er 1895 nach Frankreich ging. Dort setzte er zunächst sein Cellostudium am Konservatorium von Rennes und ab 1896 in Paris bei Ferdinand Ronchini fort. Daneben nahm er Gesangsunterricht und wurde Schüler des Tenors Pierre-Émile Engel. Bei Auftritten in Salons und Kirchen lernte er u. a. Jules Massenet und Reynaldo Hahn kennen.
Nach Auftritten mit Nellie Melba in der Londoner Windsor Hall debütierte er am Silverstatg 1897 offiziell in Paris in der Dominikanerkirche im Faubourg Saint-Honoré mit dem Bariton Jean-Baptiste Faure und Charles-Marie Widor an der Orgel. 1898 trat er in der Londoner Albert Hall mit Nellie Melba, Clara Butt und Pol Plançon auf; in der Saison 1899 sang er am Opernhaus von Vichy, 1900 an der Oper von Kairo.
Nach seiner Rückkehr nach Paris trat er als Cellist im Casino de Paris auf und wurde Solotenor an der Kirche St-Roch. 1903 heiratete er die Pianistin Marie Dufriche, die ihn häufig bei Konzerten begleitete. Plamondon wurde ein erfolgreicher Konzert- und Opernsänger; er sang Hauptrollen in Gounods Faust, Boitos Mefistofele und Berlioz’ Les Troyens und debütierte 1906 an der Pariser Oper in der Titelrolle von Berlioz La Damnation de Faust.
Bereits vor Beginn des Ersten Weltkrieges beendete Plamondon seiner Opernlaufbahn. Er hatte sich aber längst einen Ruf als Konzert- und Oratoriensänger aufgebaut. 1917 reiste er mit Camille Saint-Saëns durch Südfrankreich und sang die Uraufführung des Liedzyklus La Cendre rouge mit dem Komponisten am Klavier. Ebenso wie Vincent d’Indy schätzte Saint-Saëns ihn außerordentlich als Sänger und widmete ihm sein letztes Werk, das Lied À Saint-Blaise.
Bei einem Besuch in Kanada gab er 1920 am Monument national in Montreal mit dem Pianisten Jean Dansereau ein Konzert mit Liedern von Beethoven, Berlioz, Debussy, Fauré, Franck und Méhul. 1923–1924 unternahm er mit dem Bassisten Ulysse Paquin Konzertreisen durch Europa und Kanada. 1924 sang er bei den Concerts Lamoureux in Paris die Uraufführung von Rodolphe Mathieus Harmonie du soir unter der Leitung von Paul Paray.
1926 gab er am Monument national ein Subskriptionskonzert mit Marie-Thérèse Paquin, Jean-Baptiste Dubois und der Assciation Chorale Brassard, das einen Preis von 2000 $ brachte. In dieser Zeit sang er beim Label Starr etwa ein Dutzend Aufnahmen ein. Beim Canadian Pacific Railway Festival 1928 trat er in der Premiere von Healey Willans L’ordre du bon tempsauf. 1930 unternahm er mit seinem Sohn, dem Cellisten Lucien Plamondon, eine Konzerttournee durch Kanada.
In den 1930er Jahren eröffnete Plamondon eine eigene Musikschule in Montreal, außerdem unterrichtete er 1935–36 und 1939–40 an der École supérieure de musique d’Outremont. Zu seinen Schülern zählten u. a. die Sänger Louise André, Germaine Bruyère, Reine Décarie, Richard Manning und Georges Toupin und der Musikproduzent Claude Garneau. Auch sein Bruder Arthur Plamondon war ein Sänger, sein Neffe Ernest-Gill Plamondon war Geiger und Dirigent, der Lyriker und Librettist Luc Plamondon zählt ebenfalls zur Verwandtschaft Rodolphe Plamondons. 1911 wurde eine Straße in Montreal nach ihm benannt.